# 2-𫫇唑烷酮
2-𫫇唑烷酮（英语：2-Oxazolidone）是一种含有氮和氧的五元环杂环有机化合物。

## 埃文斯助剂
𫫇唑烷酮是一类结构中含有2-𫫇唑烷酮的化合物。在化学中，它们可用作埃文斯助剂，用于不对称合成。通常，酰氯底物与𫫇唑烷酮产生反应形成酰亚胺。𫫇唑烷酮在4和5位的取代基将任何羟醛反应引导至底物的羰基的α位。

## 药品
𫫇唑烷酮主要用作抗微生物剂。𫫇唑烷酮的抗菌作用是作为蛋白质合成抑制剂，针对涉及N-甲酰甲硫氨酰-tRNA与核糖体结合的早期步骤。（参见利奈唑胺）
一些最重要的𫫇唑烷酮是抗生素。
抗生素𫫇唑烷酮的例子包括：
- 利奈唑胺（Zyvox），可用于静脉注射，并且具有优良的口服生物利用度的优点。
- 柏斯唑胺，它似乎对所有常见的革兰氏阳性菌都具有出色的针对性杀菌活性，无论该细菌对其他类别的抗生素具有耐药性。[3]

泰地唑胺的化学结构

- 泰地唑胺（Sivextro），被批准用于急性皮肤感染。
- 雷地唑胺（RX-1741）已经完成了一些II期临床试验。[4]
- 环丝氨酸是抗结核病的二线药物。但是请注意，环丝氨酸虽然在技术上是一种𫫇唑烷酮，但与上述化合物具有不同的作用机制和显着不同的性质。
- 康泰唑胺(S)-5-((isoxazol-3-ylamino)methyl)-3-(2,3,5-trifluoro-4-(4-oxo-3,4-dihydropyridin-1(2H)-yl)phenyl)oxazolidin-2-one（MRX-I）已于2015年报告了I期数据[5]并完成了II期试验，并于2016 年开始进行III期试验。[6]用于其他用途的𫫇唑烷酮衍生物是利伐沙班，它已被FDA批准用于预防静脉血栓栓塞。

## 历史
第一个使用𫫇唑烷酮的是环丝氨酸，它是自1956年以来抗结核病的二线药物。
利奈唑胺（Zyvox）是九十年代开发的，当时几种细菌菌株对万古霉素等抗生素产生了抗药性。它是该类药物中第一个获批的药物（FDA于2000年4月批准）。
第一种市售的1-𫫇唑烷酮和3-𫫇唑烷酮抗生素是利奈唑胺，由Pharmacia&Upjohn发现和开发。
2002年，阿斯利康制药公司开始研究柏斯唑胺，它正在用于人体的临床试验中。

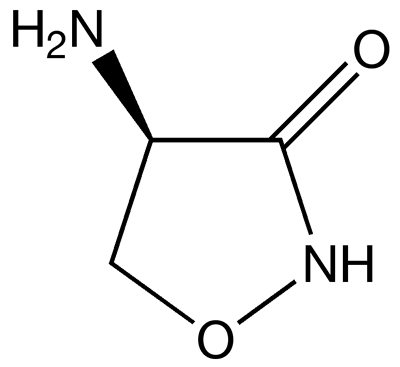
环丝氨酸的化学结构

利奈唑胺的化学结构

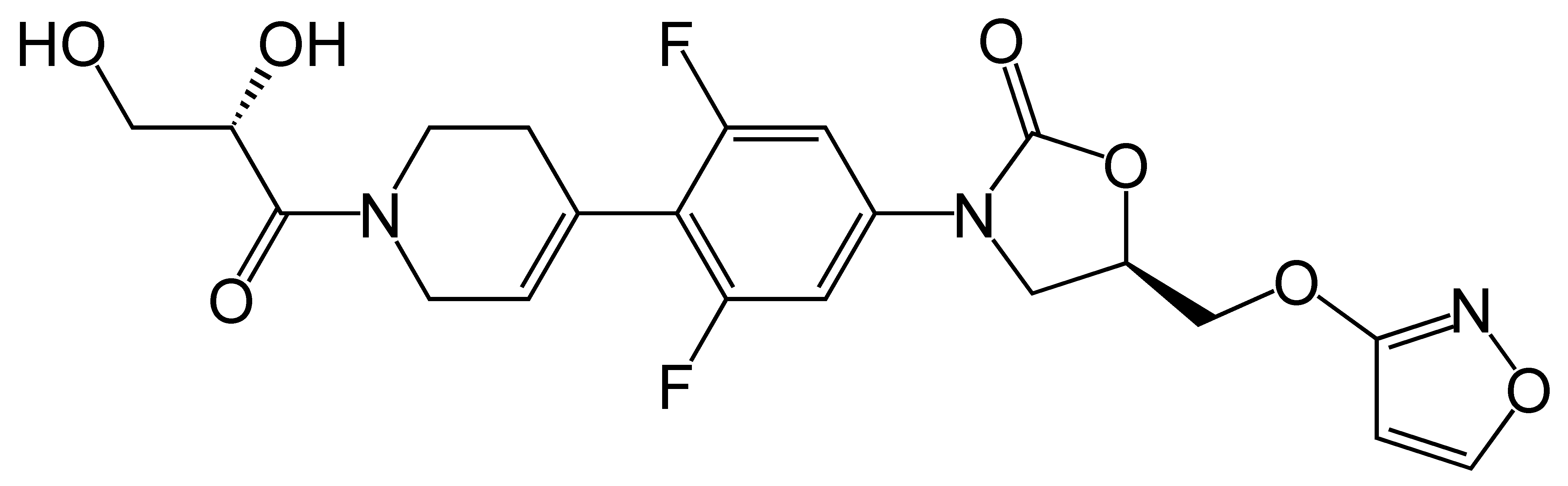
柏斯唑胺/AZD2563的化学结构